# Izzy Gordon
Izzy Gordon (São Paulo, 29 de abril de 1963) é uma cantora e compositora brasileira de jazz, blues, funk, rap e MPB.

## Biografia
Izzy Gordon cresceu ouvindo jazz e muita música brasileira. De uma família musical, a cantora paulista, filha do músico Dave Gordon e sobrinha de Dolores Duran, Izzy Gordon sempre teve interesse por música, e durante a infância via passar por sua casa grandes nomes da MPB como Jair Rodrigues, Tim Maia, César Camargo Mariano, Rita Lee, Wilson Simonal, Cassiano e muitos outros, que de repente apareciam em sua casa com seu pai, para conversas e jam sessions no piano que ela estudava.
Izzy estudou piano na juventude, mas casou-se muito jovem e não prossegui com a carreira musical. Decidiu se dedicar à música aos 21 anos, ao ouvir a música "Ribbon in the Sky", de Stevie Wonder, que despertou a vontade de cantar profissionalmente.
Iniciou sua carreira dando canjas em casas noturnas onde seu pai trabalhava. Mas confirmou seu talento como cantora no musical: “Emoções Baratas”, do diretor José Possi Neto. Com o musical viajou para Curitiba e Porto Alegre. Ainda com José Possi, fez o show da entrega do prêmio Sharp para o Teatro Brasileiro, ao lado de Beatriz Segal e Eva Wilma.
Durante muitos anos recusou convites para gravar discos que não iam de encontro com suas convicções musicais. Fez parte da primeira formação do Grêmio Recreativo Amigos do Samba Rock Funk Soul, com Skowa, com o qual gravou o disco Via Paulista (Sesc Pompéia), ao lado de Jorge Benjor. Também com o Grêmio, fez shows com Ed Motta e participou do disco "23" de Jorge Benjor, atuando como backing vocal na turnê desse disco. Izzy foi membro da banda Chic Night, umas das primeiras bandas de disco music, soul e funk de São Paulo. Fez dois musicais com Tony Gordon, seu irmão: "Mr Jazz", com direção de Luis Carlos Miélli e a Tradicional Jazz Band, e "Whats on in London", com Christianne Neves.
A convite de Naum Alves de Souza Participou do musical "Divas EnCanto", homenagem a mulheres musicistas como Elis Regina, Chiquinha Gonzaga, Dolores Duran e Ângela Maria, que teve também as participações de Eliete Negreiros, Grupo Vésper e Ângela Maria e foi apresentado na Semana Da Mulher no Sesc Pompéia-SP.
Izzy já fez diversos trabalhos, entre eles, jingles publicitários, backing para Deep Purple (Via Funchal com Orquestra Jazz Sinfônica), shows com Banda Black Rio, Max de Castro, Gerson King Combo, Zizi Possi, Fernanda Porto, Ed Motta, Léo Maia, Rappin Hood e muito mais.
Numa das visitas do grupo irlandês U2 ao Brasil, Izzy fez dois shows exclusivos para a banda e para o produtor Quincy Jones no Hotel Hyatt em SP, sendo elogiada por Quincy e por Bono Vox. Gravou o primeiro CD "Aos Mestres com Carinho - Homenagem a Dolores Duran" em 2005, pela gravadora Trama, cantando somente canções compostas ou interpretadas por sua tia, esse trabalho em homenagem a Dolores recebeu duas pré-indicações: Grammy Latino e Prêmio TIM (Revelação).
Em 2010, pelo selo Label A, lançou o segundo CD cuja faixa título "O Que Eu Tenho Pra Dizer" foi sua primeira composição.
Já em  2011 Izzy lançou pela gravadora Jóia Moderna o CD "Negro Azul da Noite", no qual canta composições menos conhecidas de compositores negros, como Tim Maia, Leci Brandão, Carlinhos Brown, Mílton Nascimento, e outros.

## Influências
As maiores influências de Izzy são Ella Fitzgerald, Elza Soares, Dolores Duran,Elis Regina, Whitney Houston entre outros.

## Discografia
- Aos Mestres Com Carinho - Homenagem a Dolores Duran (2005)[2] - (Trama)
- O Que Eu Tenho Pra Dizer (2010)[3] - (Label A)
- Negro Azul da Noite (2011)[4]- (Jóia Moderna / Tratore)